# Prigorodnoje (obwód amurski)
Prigorodnoje (ros. Пригородное) – wieś (ros. seło) w południowo-wschodniej Rosji, terytorialnie i administracyjnie należąca do rejonu biełogorskiego, w obwodzie amurskim. 
Według danych statystycznych z 2016 roku wieś Prigorodnoje zamieszkiwało 462 mieszkańców. 